# 秘密印度教徒
隱密印度教或秘密印度教徒等是指秘密信奉印度教，同時公開宣稱自己皈依另一種信仰。這種現象是在南亞強迫宗教皈依時期被觀察到。許多隱密印度教徒在自稱皈依基督教後因信奉印度教而被追緝，有些人因此被處以死刑，如在葡屬印度的一些案例。

## 伊斯蘭蘇丹國
一些在德里蘇丹國擔任官方職務的印度穆斯林被指控秘密追隨印度教，如庫思魯汗由印度教改信伊斯蘭教，也是一名領導對德干蘇丹國進行掠奪襲擊的軍隊指揮官，他在生命即將結束時「被突厥貴族指控懷有秘密印度教傾向」，但被認為是虛假指控，並反映了穆斯林統治階級內部真正的派系分歧和偏見。 有阿拉伯伊斯蘭學者認為孟加拉地區遵循的伊斯蘭教形式具有隱秘印度教的元素，並曾試圖對其進行改革，使其更嚴格地遵守阿拉伯半島的版本。

## 果阿宗教裁判所
1560年至1821年間，在葡萄牙帝國所控制的果阿，皈依天主教者私下從事印度教活動被認定為刑事犯罪；有些當地人因此被起訴、逮捕、審判；根據刑事指控，如果罪名成立，甚至可能會被判處死刑。
與先前的西班牙宗教裁判所和葡萄牙宗教裁判所一樣，果阿宗教裁判所創建的最初目標是從伊比利半島移民到果阿的塞法迪猶太人和北非穆斯林（參看摩爾人），因為他們謊稱自己是天主教徒。這兩個社群因聯手推翻伊比利半島的基督教統治者而享有盛譽，因此被視為威脅；在1560年至1623年間被定罪的1,582人中，45.2%因與猶太教和伊斯蘭教有關的罪行而被定罪。
果阿宗教裁判所的信仰審判統計數據彙編顯示，共有57人被處以火刑，64人被以塑像形式「處決」；全部被燒死的人都被定罪於再度從事於異端活動或不正當性行為的罪名。

## 巴基斯坦
在印巴分治期間，許多旁遮普印度教徒和馬扎比錫克教徒為了逃避反印度教和錫克教的暴力而改信基督宗教。儘管宗教發生了變化，這些社群仍然保留著許多原始的宗教信仰和習俗。 巴基斯坦存在宗教綜攝現象，一些穆斯林繼續參拜供奉印度教和錫克教聖人的聖地。 據一份報告稱，伊斯蘭堡的印度教徒透過公開使用伊斯蘭教名字和私下使用印度教名字來隱藏自己的宗教信仰。

## 印尼
Kejawèn 是一個融合了萬物有靈論、（密宗）佛教、印度教和蘇菲派傳統的綜攝傳統，在當地政府於2018年承認該信仰之前，許多信徒在政府核發的身份證上正式被認定為伊斯蘭教信徒。